# 夏季奧林匹克運動會袋棍球比賽
袋棍球曾在1904年和1908年夏季奧林匹克運動會上進行比賽，並兩次由加拿大隊贏得比賽。1904年在密蘇里州聖路易斯的比賽中，有兩隊加拿大隊和一隊美國隊參加。1908年在伦敦的比賽中，只有兩隊參加，一隊來自加拿大，一隊來自英國。
袋棍球也曾在1928年、1932年和1948年夏季奧林匹克運動會上作為示範項目進行比賽。在1928年和1932年，美國由約翰霍普金斯大學男子袋棍球隊代表，而在1948年則由伦斯勒理工学院代表。加拿大隊在1928年和1932年派出全明星隊；而英國則在1928年和1948年派出全明星隊。

## 比賽項目
• = 正式項目, (d) = 表演項目
| 項目       | 04 | 08 | 12 | 20 | 24 | 28  | 32  | 36 | 48  |
| ---------- | -- | -- | -- | -- | -- | --- | --- | -- | --- |
| 男子袋棍球 | •  | •  |    |    |    | (d) | (d) |    | (d) |

## 參與國家
1904
-  加拿大（2隊）
-  美国

1908
-  加拿大
-  英国

1928（表演賽）
-  加拿大
-  英国
-  美国

1932（表演賽）
-  加拿大
-  美国

1948（表演賽）
-  英国
-  美国

## 獎牌榜
| 排名 | 国家／地区 | 金牌 | 银牌 | 铜牌 | 總數 |
| ---- | ---------- | ---- | ---- | ---- | ---- |
| 1    | 加拿大     | 2    | 0    | 1    | 3    |
| 2    | 英国       | 0    | 1    | 0    | 1    |
| 2    | 美国       | 0    | 1    | 0    | 1    |